# Centre Colombo
 (janvier 2014).
Si vous disposez d'ouvrages ou d'articles de référence ou si vous connaissez des sites web de qualité traitant du thème abordé ici, merci de compléter l'article en donnant les références utiles à sa vérifiabilité et en les liant à la section « Notes et références ».
Le centre commercial Colombo est le plus grand centre commercial du Portugal. Il est situé au nord de Lisbonne dans le quartier de Benfica.
Il compte 430 boutiques et une surface totale de 120 000 m2. Il a été inauguré en septembre 1997.

## Histoire

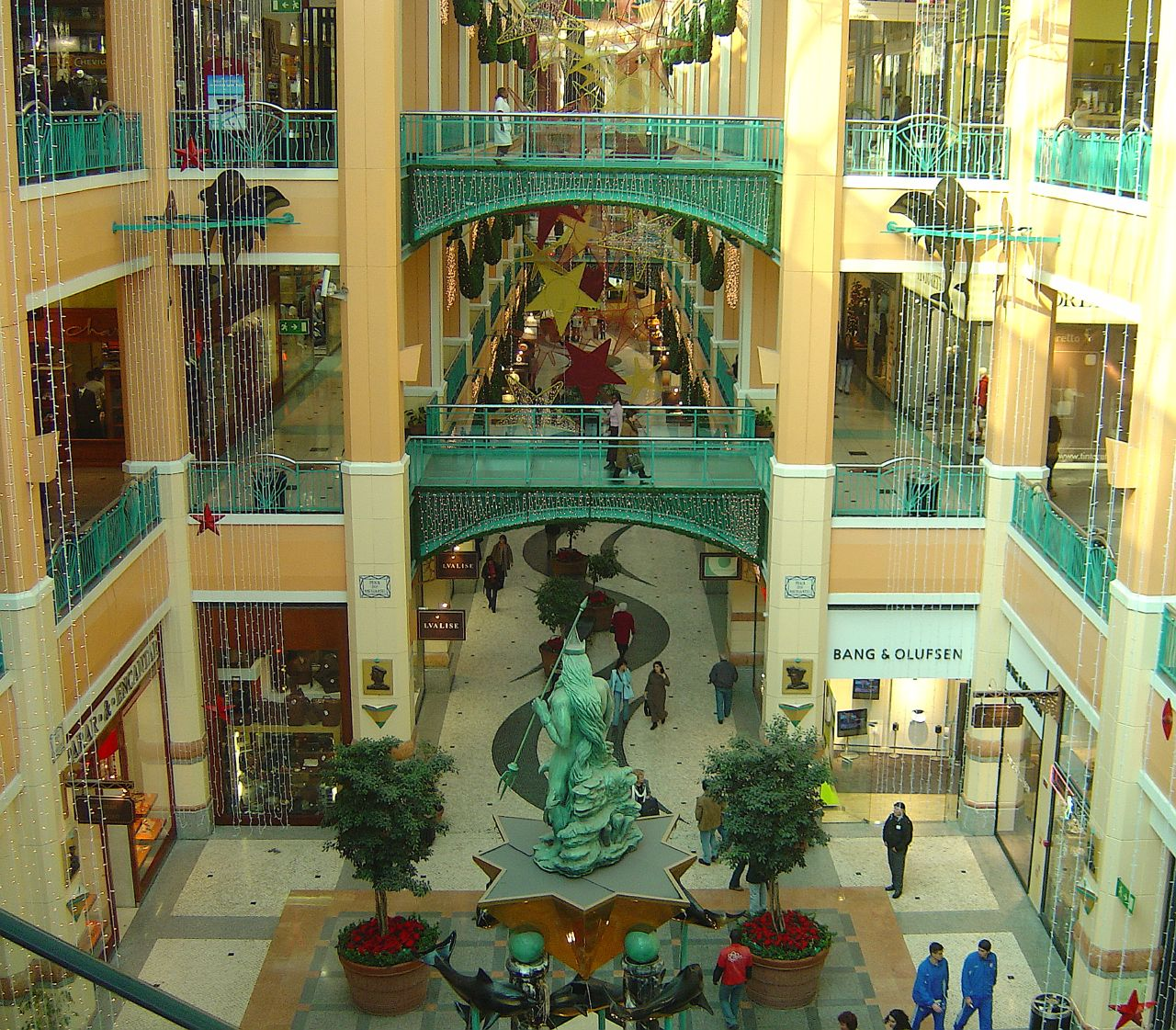
Galerie marchande du centre commercial Lisboète.

Des nouvelles tours sont achevées en 2009 pour la "Torre Oriente" et 2010 pour la tour "Sul".